# Ron Weasley
Ron Weasley je eden glavnih likov iz knjig o Harryju Potterju in je Harryjev najboljši prijatelj. Je član številčne družine, ima pet bratov in eno sestro, zato niso ravno bogati, česar se Ron zelo sramuje.
Ron je zelo visok in suh, kot vsi v družini pa ima živo rdeče lase. Je zvest prijatelj in s Harryjem se redko kregata. Njun najhujši prepir se je zgodil v delu Harry Potter in ognjeni kelih, ko je prišlo do nesporazuma. Prepir se je končal z Ronovim opravičilom in kmalu sta bila spet prijatelja.

## Zgodba
Ron in Harry se spoznata na vlaku na poti v prvi letnik Bradavičarke in takoj postaneta najboljša prijatelja. Ron je prisoten pri skoraj vseh Harryjevih pustolovščinah in le redko si nasprotujeta.
Po koncu šolanja se Ron in Hermiona Granger, med katerima se je že dolgo pletla vez, poročita in imata dva otroka, Huga in Rose Weasley. Ron najprej pomaga svojemu bratu Georgeu v trgovini Vražje vragolije bratov Weasley, kasneje pa skupaj s Harryjem dela na Operativnem štabu aurorjev na Ministrstvu za čaranje.
Ron je tudi starejši brat Harryjeve žene Ginny Weasley, s katero sta si pogosto v laseh zaradi Ronove pretirane zaščitnosti. Tudi sicer je Ron zelo povezan s svojo družino, saj ima kar pet bratov in eno sestro: Bill Weasley, Charlie Weasley, Percy Weasley, dvojčka Fred in George Weasley in pa Ginny Weasley. Njegov oče Arthur Weasley je zaposlen na Ministrstvu za čaranje, na oddelku za zlorabo bunkeljskih predmetov, kar pa družini ni ravo v ponos, zato so večkrat označeni kot izdajalci čarovniške krvi.Bill dela v Gringottu,Charlie pa v Romuniji preučuje zmaje.